# 岩崎京子
岩崎 京子（いわさき きょうこ、1922年10月26日 - 2025年7月10日）は、日本の児童文学作家。

## 来歴・人物
東京生まれ。恵泉女学園高等部卒業。
1959年、短編「さぎ」で児童文学者協会新人賞を受賞。1963年、『シラサギ物語』で講談社児童文学新人賞を受賞しデビュー。1970年、『鯉のいる村』で野間児童文芸賞、芸術選奨文部大臣賞受賞。1974年、『花咲か』で日本児童文学者協会賞を受賞。2006年、巖谷小波文芸賞受賞。2009年、横浜文学賞受賞。2010年、『建具職人の千太郎』で第40回赤い鳥文学賞を受賞。
小学校の国語教科書に掲載された「かさこ地蔵」など民話の再話も手掛けた。東京都内の自宅で長年にわたって家庭文庫を開設した。
100歳を超え、児童文学界の大御所の一人であった。
「世田谷・九条の会」呼びかけ人を務めていた。
2025年7月10日の朝、老衰のため東京都西東京市の病院で死去した。102歳没。

## 著書
- 『シラサギ物語』（講談社） 1964、のち文庫、青い鳥文庫
- 「みいちゃんきにのぼる」（講談社） 1964

講談社の絵本クラウン版『ライオンのめがね』に収載
- 『山のウグイス』（講談社） 1965
- 『鯉のいる村』（新日本出版社） 1969
- 『日本人の橋(スピエン・ジツポン)』（偕成社） 1970
- 『小さなハチかい』（福音館書店） 1971、のち偕成社文庫
- 『みどりいろのこいぬ』（実業之日本社） 1971、のちフォア文庫
- 『あかまんまとうげ』（童心社） 1972
- 『ゆうじときじ』（ポプラ社） 1972
- 『ただいま70ぱ』（金の星社） 1973
- 『花咲か』（偕成社） 1973
- 『おくびょうウサギのくろ』（岩崎書店、日本の幼年童話16） 1973
- 『うさぎ屋敷』（ポプラ社） 1974
- 『えちごちぢみうた』（ポプラ社） 1975
- 『消えたイタチ』（家の光協会） 1976
- 『かえってきた子牛』（金の星社） 1976
- 『神かくしの山』（偕成社文庫） 1977
- 『東海道鶴見村』（偕成社） 1977
- 『まぼろしのさき姫』（講談社） 1978
- 『鶴見十二景』（偕成社） 1979
- 『かめ200えん』（フレーベル館） 1980
- 『久留米がすりのうた』（旺文社） 1981
- 『まぼろしじょうのまりひめ』（PHP研究所） 1982
- 『少女たちの明治維新 日本で最初の女子留学生たち』（PHP研究所） 1983
- 『はくちょうのぐー』（ひさかたチャイルド） 1983
- 『火の壁をくぐったヤギ』（国土社、現代の民話・戦争ってなあに） 1985
- 『ド・ロ神父と出津の娘たち』（旺文社） 1985、のち女子パウロ会・パウロ文庫
- 『はちまんさまのこまいぬ』（ひさかたチャイルド） 1985
- 『たまごころころ』（フレーベル館） 1985
- 『道けわしくても心きよらかに 婦人の地位向上につくした市川房枝』（佼成出版社） 1986
- 『小さな闘牛士』（旺文社） 1987
- 『にげるんだサンちゃん』（旺文社） 1987
- 『ヤギのリリのおくりもの』（ひくまの出版） 1988
- 『銀のつづら』（佼成出版社） 1989
- 『サツキの町のサツキ作り』（岩崎書店） 1990
- 『ゆきむすめ』（学習研究社） 1990
- 『ユミ子の家をこわした木』（旺文社） 1992
- 『わが名は荒木宗太郎』（偕成社） 1992
- 『まぼろしじょうのてじなくらべ』（PHP研究所） 1992
- 『花に暮れて』（文渓堂） 1993 - エッセー集
- 『子どものいる風景』（新日本出版社） 1993
- 『地下室のおひめさま』（PHP研究所） 1993
- 『ちいさなこいのぼりのぼうけん』（教育画劇） 1993
- 『おやすて山』（佼成出版社） 1993
- 『あかまんまとうげ ちひろからあなたへ』（童心社） 1994
- 『100さいのおばあちゃん先生』（くもん出版） 1994
- 『かもの卵』（岩崎書店） 1995
- 『まぼろし城のがんこひめ』（PHP研究所） 1995
- 『お父さんの足音』（ポプラ社） 1998
- 『みんなまってたクリスマス』（女子パウロ会） 1998
- 『けいたのボタン』（にっけん教育出版社） 1999
- 『原爆の火』（新日本出版社） 2000
- 『ドッジの風』（大日本図書） 2001
- 『がんばれ! くるまいすのうさぎ ぴょんた』（教育画劇） 2002
- 『一九四一 黄色い蝶』（くもん出版） 2004
- 『公園のふしぎ観察記 小さな児童公園の365日』（PHP研究所） 2005
- 『子育てまんじゅう 街道茶屋百年ばなし』（石風社） 2005
- 『熊の茶屋 街道茶屋百年ばなし』（石風社） 2005
- 『元治元年のサーカス 街道茶屋百年ばなし』（石風社） 2005
- 「ばけもの長屋のおはなちゃん」
  1. 『びんぼう神とばけもの芝居』(文溪堂） 2006
  2. 『大どろぼう疾風組参上!』（長谷川義史絵、文溪堂） 2010
  3. 『大さわぎ! ばけもの芝居と白いねこ』(長谷川義史絵、文溪堂） 2016
- 『久留米がすりのうた 井上でん物語』（石風社） 2007
- 『建具職人の千太郎』（くもん出版） 2009
- 『花のお江戸の朝顔連』(堀田あきお絵、佼成出版社、どうわのとびらシリーズ） 2009
- 『かめ200円』（杉浦範茂絵、フレーベル館） 2010
- 『花のお江戸の金魚芝居』 (堀田あきお絵、佼成出版社、どうわのとびらシリーズ） 2011
- 『まりひめ』(市居みか絵、鈴木出版、ひまわりえほんシリーズ） 2016
- 『花のお江戸の蝶の舞』（佐藤道明絵、てらいんく） 2018
- 『いなくなったたのかんさあ』(篠原良隆絵、日本幼年教育研究会編、メイト、おはなしメイト傑作選） 2019

## 翻訳
- 『ノアのはこぶね』（オーウィック=ハットン、偕成社） 1982
- 『七つの星 トルストイの民話』（女子パウロ会） 1996